# Lúcio Menênio Agripa Lanato
Lúcio Menênio Agripa Lanato (em latim: Lucius Menenius Agrippa Lanatus) foi um político da gente Menênia nos primeiros anos da República Romana eleito cônsul em 440 a.C. com Próculo Gegânio Macerino. 

## Consulado
Durante seu mandato, Roma sofreu uma terrível fome e foram inúteis as tentativas do prefeito anonário Lúcio Minúcio de conseguir cereais dos povos vizinhos. Neste contexto, um rico cavaleiro romano, Espúrio Mélio, que não exercia nenhuma função oficial, doou milho à população, ganhando grande popularidade.